# Трубникоборское сельское поселение

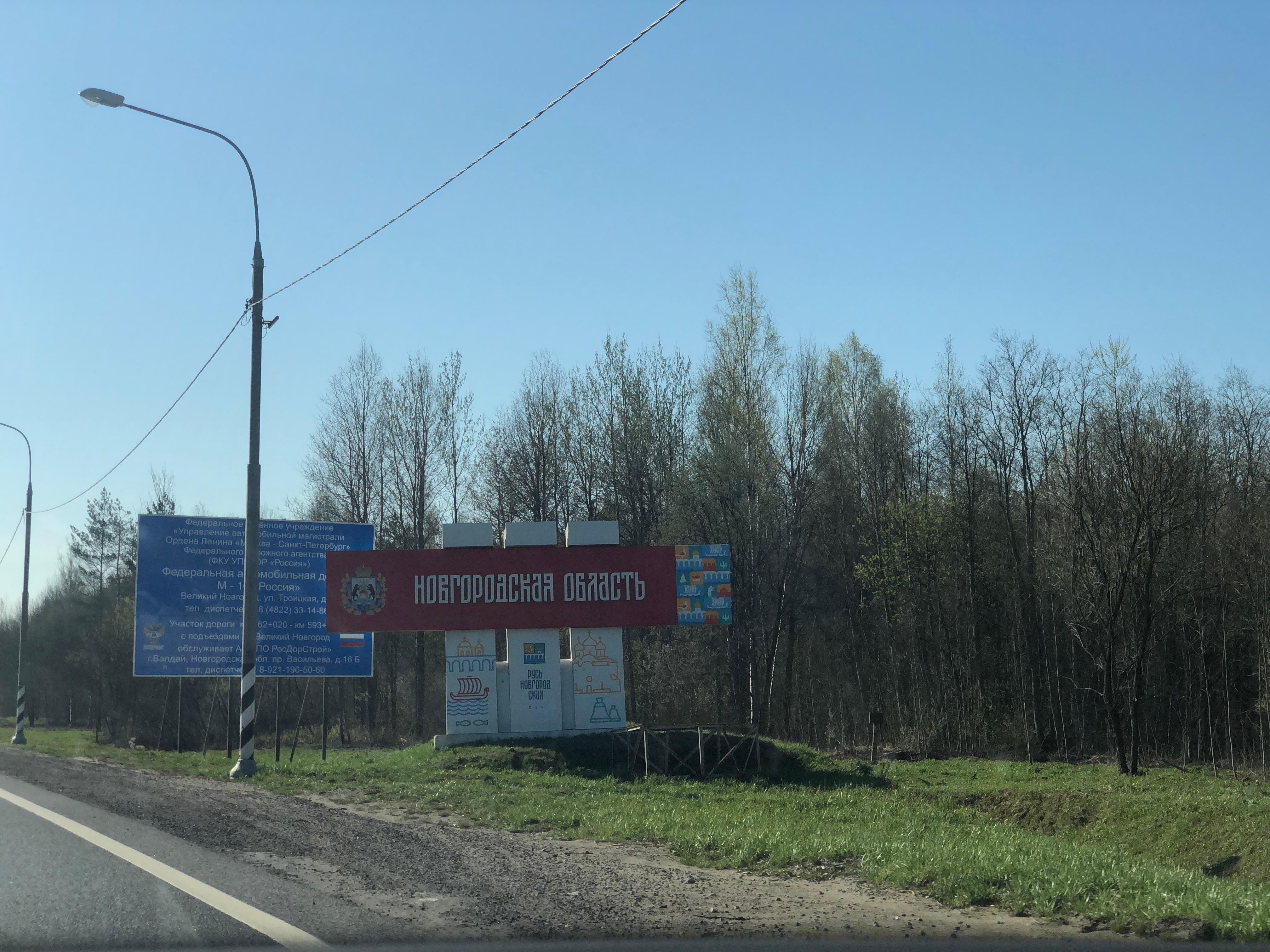
Бабино, граница Ленинградской и Новгородской областей. 2019 год

Трубникобо́рское се́льское поселе́ние — муниципальное образование в Тосненском районе Ленинградской области.
Административный центр — деревня Трубников Бор. Глава поселения и глава администрации — Шейдаев Сейфулла Агабалаевич.

## Географическое положение
Трубникоборское сельское поселение расположено на юго-востоке района на границе с Новгородской областью, его территория составляет 86 326 гектаров.
Граничит:
- на западе и северо-западе — с Любанским городским поселением;
- на севере — с Кировским районом (Мгинское городское поселение);
- на северо-востоке — с Киришским районом (Кусинское сельское поселение);
- на востоке и юге — с Новгородской областью (Новгородский и Чудовский районы).

По территории поселения проходят автодороги:
- М10 (E 105) «Россия» (Москва — Санкт-Петербург)
- М11 (Скоростная автомобильная дорога Москва — Санкт-Петербург)
- 41А-004 (Павлово — Мга — Луга)
- 41К-171 (Апраксин Бор — Трубников Бор)

Расстояние от административного центра поселения до районного центра — 43 км.

## История
В начале 1920-х годов в составе Любанской волости Новгородского уезда был образован Трубнико-Борский сельсовет. 
В августе 1927 года Трубнико-Борский сельсовет вошёл в состав вновь образованного Любанского района Ленинградского округа Ленинградской области. 
19 августа 1930 года Любанский район был ликвидирован, Трубнико-Борский сельсовет присоединён к Тосненскому району. 
16 июня 1954 года с Трубникоборским сельсоветом был объединён Бабинский сельсовет.
18 января 1994 года постановлением главы администрации Ленинградской области № 10 «Об изменениях административно-территориального устройства районов Ленинградской области» Трубникоборский сельсовет, также как и все другие сельсоветы области, преобразован в Трубникоборскую волость.
Трубникоборское сельское поселение образовано 1 января 2006 года в соответствии с областным законом № 116-оз от 22 декабря 2004 года «Об установлении границ и наделении соответствующим статусом муниципального образования Тосненский муниципальный район и муниципальных образований в его составе». В его состав вошли Трубникоборская и бывшая Чудскоборская волости.

## Демография
| 2006  | 2010  | 2011  | 2012  | 2013  | 2014  | 2015  |
| ----- | ----- | ----- | ----- | ----- | ----- | ----- |
| 1500  | ↗1539 | ↗1575 | ↗1616 | ↗1635 | ↗1712 | ↘1647 |
| 2016  | 2017  | 2018  | 2019  | 2020  | 2021  | 2023  |
| ↗1654 | ↘1632 | ↘1615 | ↘1603 | ↘1583 | ↗1666 | ↘1620 |
| 2024  | 2025  |       |       |       |       |       |
| ↘1599 | ↘1588 |       |       |       |       |       |

## Состав сельского поселения
В соответствии с Областным законом от 22.12.2004 № 116-оз в состав Трубникоборского сельского поселения входят:
| №  | Населённый пункт | Тип населённого пункта          | Население   |
| -- | ---------------- | ------------------------------- | ----------- |
| 1  | Александровка    | деревня                         | ↘3 (2017)   |
| 2  | Апраксин Бор     | деревня                         | ↘20 (2017)  |
| 3  | Бабино           | деревня                         | ↗375 (2017) |
| 4  | Бабино           | посёлок                         | ↗44 (2017)  |
| 5  | Бабинская Лука   | деревня                         | ↗11 (2017)  |
| 6  | Большая Горка    | деревня                         | ↗4 (2017)   |
| 7  | Большая Кунесть  | деревня                         | →2 (2017)   |
| 8  | Вороний Остров   | деревня                         | ↘24 (2017)  |
| 9  | Дроздово         | деревня                         | ↗8 (2017)   |
| 10 | Керамик          | посёлок                         | ↘11 (2017)  |
| 11 | Коколаврик       | деревня                         | ↘1 (2017)   |
| 12 | Померанье        | деревня                         | ↗160 (2017) |
| 13 | Ручьи            | деревня                         | ↘4 (2017)   |
| 14 | Трубников Бор    | деревня, административный центр | ↘720 (2017) |
| 15 | Черемная Гора    | деревня                         | ↗12 (2017)  |
| 16 | Чудской Бор      | деревня                         | ↘157 (2017) |